# Ginger Banks
Pour les articles homonymes, voir Banks.
Ginger Banks est une américaine modèle de webcam, actrice pornographique et avocate spécialisée en Droit des travailleuses du sexe.

## Carrière
Dès l'âge de 19 ans, en 2010, Banks a entamé sa carrière dans le domaine des webcam pornographiques, parallèlement à ses études en génie chimique. Au début, elle éprouvait de la gêne à révéler sa profession et dissimulait la nature de son travail, une situation qui a contribué à son état dépressif. Face à la popularité croissante et craignant les réactions de ses camarades, elle a choisi d'abandonner ses études. Devenue une figure de proue du secteur, Banks s'est engagée à sensibiliser le public sur les préjugés et les traitements injustes souvent subis par les professionnels du sexe.
En 2018, elle a porté des accusations contre John Stagliano, propriétaire d'Evil Angel, affirmant qu'il l'avait agressée sans son consentement pendant la réalisation d'une scène. Ces allégations ont mené à un dépôt de plainte en juin 2020.
Banks a également été victime d'une campagne de harcèlement en ligne, orchestrée par un utilisateur d'Instagram. Après la désactivation de son compte en novembre 2018, l'utilisateur en question a revendiqué la responsabilité de cette action, en alléguant une violation des règles de la communauté. Son compte a été rétabli quelques mois plus tard, mais l'expérience l'a amenée à modérer ses publications, par crainte d'une nouvelle désactivation. Banks considère que l'exclusion des travailleurs du sexe des réseaux sociaux les marginalise en limitant leurs moyens de promotion.

## Militantisme
En juin 2017, Banks a pris une initiative notable en publiant une vidéo sur YouTube, regroupant des accusations d'agression sexuelle contre Ron Jeremy, formulées par des acteurs de l'industrie pour adultes. Ces accusations, bien que datant de plusieurs décennies, n'ont été largement médiatisées qu'après la diffusion de cette vidéo et la révélation de l'affaire Harvey Weinstein. Banks a été inspirée à agir contre Jeremy après avoir échangé avec plusieurs femmes affirmant avoir été agressées par lui lors d'événements, et après avoir pris conscience que ces comportements étaient banalisés dans l'industrie. Selon Banks, ces révélations ont suscité un débat nécessaire sur le consentement dans le milieu et ont contribué à déconstruire l'idée reçue selon laquelle les travailleurs du sexe ne peuvent pas être victimes d'agression sexuelle.
En 2018, Banks a créé une vidéo destinée à Bernie Sanders, à la suite de son soutien aux lois SESTA/FOSTA. Son objectif était de sensibiliser aux risques que ces lois représentaient pour les travailleurs du sexe, et elle a invité Sanders à défendre leurs droits.
Par ailleurs, Banks a initié une pétition demandant à Mindgeek de retirer les contenus de Porn Fidelity de ses plateformes, à la suite d"accusations de comportements sexuels inappropriés portées contre Ryan Madison par plusieurs acteurs. Bien que les chaînes Porn Fidelity et Teen Fidelity aient été supprimées de Pornhub, les vidéos étaient encore accessibles sur d'autres sites de Mindgeek.
Enfin, Banks et d'autres professionnels du sexe se sont opposés aux objectifs de la campagne TraffickingHub, qui visait à fermer Pornhub sous prétexte d'exploitation et de profit sur des contenus non consensuels. Cette campagne, menée par l'organisation Exodus Cry, opposée à la décriminalisation et à la légalisation du travail du sexe, a été critiquée par Banks et ses pairs pour sa représentation erronée des travailleurs du sexe en tant que victimes. En réponse, Banks a lancé une pétition pour que Pornhub améliore ses processus de vérification afin d'empêcher la mise en ligne de contenus sans le consentement des créateurs